# Piper duckei
Piper duckei är en pepparväxtart som beskrevs av C. Dc.. Piper duckei ingår i släktet Piper och familjen pepparväxter. Inga underarter finns listade i Catalogue of Life.